# Marko Perković
Marko Perković (27. října 1966, Čavoglave; známý též pod přezdívkou Thompson – podle označení pro samopal) je chorvatský zpěvák, frontman skupiny Thompson. V Chorvatsku je znám především díky nacionalistickému repertoáru svých písní, včetně řady takových, které byly populární v období existence Nezávislého státu Chorvatsko.

## Biografie
Perković vyrůstal v rodině, jejíž otec pracoval jako gastarbeiter v Západním Německu. V roce 1991 dokončil studia na střední škole a složil ve Splitu maturitu. Následně vstoupil do Chorvatské národní gardy, kde bojoval proti Srbům, kteří se v létě 1991 vzbouřili v oblasti Vojenské hranice a vytvořili si vlastní státní útvar Republiku Srbskou Krajinu. Podle amerického samopalu Thompson získal mezi svými spolubojovníky přezdívku, která mu poté zůstala i během profesní kariéry. Během boje o svoji rodnou vesnici složil píseň Bojna Čavoglave (Jednotka Čavoglave), která odstartovala jeho hudební kariéru a glorifikovala pozici ozbrojence, válčícího proti srbským vzbouřencům.
Hudební kariéru přerušil v letech 1998–2002. Poté uskutečnil v Záhřebu a dalších chorvatských městech několik koncertů, které měly desetitisícovou účast. Ačkoliv byl populárním i v západní Evropě, některá jeho vystoupení byla zrušena z důvodu přílišného nacionalismu při vystupování. Chorvatská nacionalistická hesla (např. Za dom spremni) i náboženská jsou častým prvkem Perkovićových textů. Bývá proto obviňován ze sympatiím k ustašovskému hnutí a chorvatskému nacionalismu.
Roku 2025 uspořádal na záhřebském Hipodromu koncert, který dle pozorování médií navštívil až půlmilion lidí.

## Diskografie

### Studiová alba

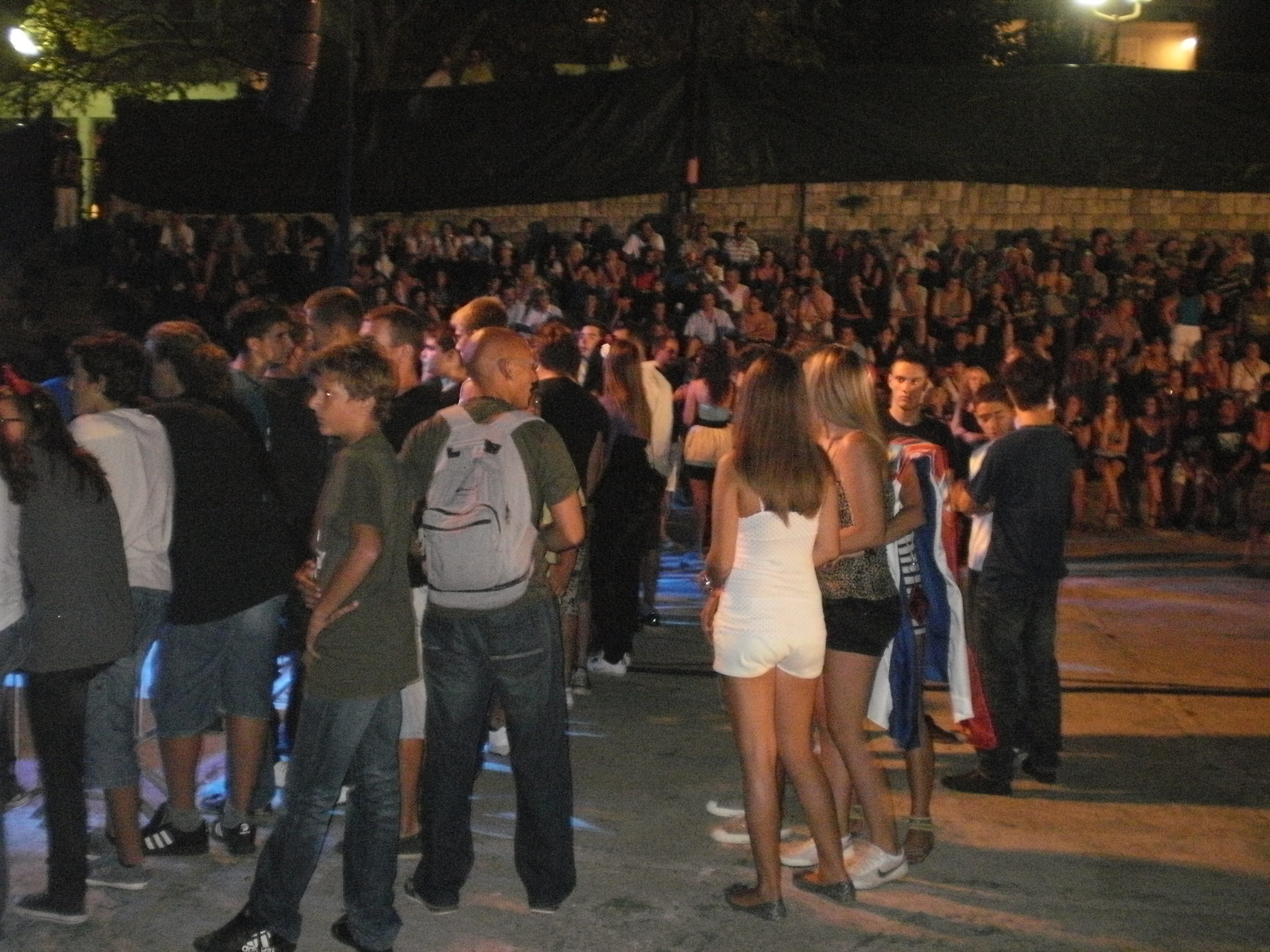
Koncert skupiny Thompson na Korčule v roce 2011

- 1992 – Bojna čavoglaveKoncert skupiny Thompson na Korčule v roce 2011
- 1992 – Moli mala
- 1995 – Vrijeme škorpiona
- 1996 – Geni kameni
- 1998 – Vjetar s Dinare
- 2002 – E, moj narode
- 2006 – Bilo jednom u Hrvatskoj
- 2011 – Glazba iz filma josef
- 2013 – Ora et labora
- 2025 – Hodočasnik

### Kompilace
- 1992 – Najveći hitovi
- 2001 – The best of (Marko Perković)
- 2003 – Sve najbolje
- 2008 – Druga strana

### DVD
- 2002 – „Turneja – E, moj narode“
- 2007 – „Turneja – Bilo jednom u Hrvatskoj